# Werner Magnusson
Werner Magnusson, född 10 oktober 1890 i Göteborg, död 13 mars 1966 i Härlanda, var en svensk idrottsman (långdistanslöpare) som tävlade för IFK Göteborg. Han vann SM-guld på 20 000 meter åren 1919 och 1921. Han deltog vid de olympiska spelen i Antwerpen 1920 där han kom på trettonde plats i terränglöpning och blev utslagen i försöken på 10 000 meter.